# Distrito de San Hilarión

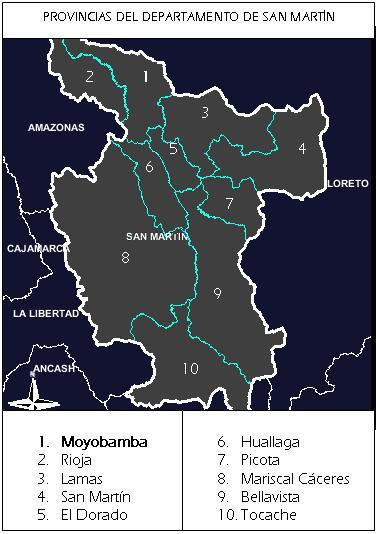
División política del Departamento de San Martín.

El distrito de San Hilarión es uno de los 10 que conforman la provincia de Picota, en el departamento de San Martín, bajo la administración del Gobierno Regional de San Martín, (Perú).

## Historia
El distrito fue creado mediante decreto Ley N.º 13.250, del 28 de agosto de 1959, en el gobierno del Presidente Manuel Prado Ugarteche.

## Geografía
La capital es el poblado de San Cristóbal de Sisa, que se encuentra situada a 195 m s. n. m. a orillas de los ríos Huallaga y Sisa. Conforman su jurisdicción —además de la capital— los caseríos de Nueva Esperanza, Nuevo Egipto y recientemente Nuevo Chimbote, que pertenecía al distrito de San Rafael, provincia de Bellavista.

## Autoridades
Centro de Salud San Cristóbal de Sisa 2015
- Jefes de Establecimiento: Dr. Gerardo Manuel Tena Del Pino. Obsta. Lilian Roxana Colunche Suárez.

## Autoridades Policiales
Comisario 2006: Teniente PNP Carlo Zegarra Parra.

## Municipales
- 2011-2014[1]
  - Alcalde: Obed Barrantes Briceño, del Movimiento  Fuerza 2011 (F2011).
  - Regidores: Hugo Rengifo Sajami (F2011), Julia Mendoza Macedo (F2011), Julio Jiménez Castillo (F2011), Ramiro Oswaldo Vásquez Mundaca (F2011), Yuri Jiménez Jiménez (Partido Aprista Peruano).
- 2003-2010
  - Alcalde: David Michael Melgar Manrique.

1995 -2002 Alcalde Amador peñaherrera Saldaña
1993-1995 Alcalde Víctor Manuel Solsol Tuanama

## Festividades
- San Juan Bautista
- San Cristóbal, patrón del distrito fiesta del 13 al 20 de octubre